# Pseudorbilia
Pseudorbilia är ett släkte av svampar. Pseudorbilia ingår i familjen vaxskålar, ordningen Orbiliales, klassen Orbiliomycetes, divisionen sporsäcksvampar och riket svampar.
|              | Dactylella                               |
|              |                                          |
|              | Arthrobotrys                             |
|              |                                          |
|              | Geniculifera                             |
|              |                                          |
|              | Dactylellina                             |
|              |                                          |
|              | Monacrosporium                           |
|              |                                          |
|              | Orbilia                                  |
|              |                                          |
|              | Hyalinia                                 |
|              |                                          |
|              | Dactylium                                |
|              |                                          |
|              | Dicranidion                              |
|              |                                          |
|              | Hyalorbilia                              |
|              |                                          |
| Pseudorbilia | \| \| Pseudorbilia bipolaris \| \| \| \| |
|              | \| \| Pseudorbilia bipolaris \| \| \| \| |
|              | Brachyphoris                             |
|              |                                          |
|              | Gamsylella                               |
|              |                                          |
|              | Dwayaangam                               |
|              |                                          |
|              | Duddingtonia                             |
|              |                                          |
|              | Trinacrium                               |
|              |                                          |
|              | Dactylosporium                           |
|              |                                          |
|              | Pseudorbilia bipolaris                   |
|              |                                          |

|  | Pseudorbilia bipolaris |
|  |                        |